# 红色警戒系列角色列表
该条目讲述的是《命令与征服：红色警戒》系列游戏中的角色。

## 苏联

### 红色警戒
约瑟夫·斯大林（苏联领袖）
- Premier Joseph Stalin （Gene Dynarski 饰）

男，角色以历史中的斯大林为蓝本，时任苏共中央总书记兼部长会议主席（总理）。
在希特勒被暗杀后挥兵侵略欧洲。在盟军战役中，被盟军击败后被盟军将军斯塔夫罗斯杀害。
而在苏联战役中先后处决了库克夫将军和格瑞丹科元帅，并成功统一了欧洲，但是在伦敦白金汉宫庆祝时被其秘书纳迪娅毒死。
格瑞丹科（陆军元帅）
- Field Marshal Gradenko （Alan Terry 饰）

男，苏军陆军元帅，负责化学武器研究。在苏联战役中被纳迪娅毒杀。
纳迪亚（秘书）
- SEC Nadia （Andrea C. Robinson 饰）

女，内务人民委员会负责人，斯大林的秘书，同时是NOD兄弟会的成员。在影片中被暗示是斯大林的情妇并有激情场面。在苏联战役中先毒死了格瑞丹科元帅，结局中毒死斯大林，最后被凯恩枪杀。
凯恩（蘇聯部長會議主席顧問，實為Nod兄弟會首領）
- Kane （Joseph D. Kucan 饰）

男，斯大林的助手，苏联终局中在苏联占领英国后于伦敦毒死斯大林。他是「命令与征服：泰伯利亚」系列游戏中NOD兄弟会的领袖，一般认为NOD势力即为被凯恩控制的苏联演化而来（實際上Nod並未和蘇聯有直接的關係，但軍力及科技則是接收蘇聯戰敗後的殘存勢力和盟軍的部分科技而來的）。他的光头形象被认为是《命令与征服》的标志之一。
库克夫（指挥官）
- General Georgi Kukov（ Craig Cavanah 饰）

男，在苏联战役被主席缢杀。
托波罗夫（将军）
- General Topolov（Alan Charof 饰）

沃尔科夫(特种兵)
- 无演员

男，苏联的赛博格特种兵。在战役中被盟军俘获，暴走后被苏联摧毁。
契特卡伊
- 无演员

沃尔科夫的机械化宠物。

### 红色警戒2
亚历山大·罗曼诺夫（部长会议主席）
- Premier Alexander Romanov （Nicholas Worth 饰）

男，俄国沙皇后代，被美国总统杜根扶植起来的新一代苏联部长会议主席（总理）。他自恃优良的血统与精良的装备，对美国展开了突袭。
在盟军战役中，被谭雅活捉。
在苏联战役中，被尤里控制并遭到谋杀。死前发给玩家一盘录像带，授权玩家消灭尤里。
弗拉基米尔（将军）
- General Vladimir （Adam Greggor 饰）

男，海军将领，曾乘坐无畏级战舰袭击美国海岸。在盟军战役中用核弹摧毁了芝加哥，在苏联战役中与尤里发生冲突后遭尤里诬蔑并杀害。
索菲亚（情报官）
- Lieutenant Zofia （Aleksandra Kaniak 饰）

女，苏联情报与军事部门的成员。她在游戏中的角色功能与盟军的艾娃·李相同。
尤里（蘇聯部長會議主席顧問，後來叛變）
- Yuri （烏多·基爾 饰）

男，罗曼诺夫主席的顾问，其相貌以苏联开国领袖列宁为原型，被斯大林训练成心灵控制专家。
他在后期背叛苏联，并在资料片《尤里的复仇》中建立了新的阵营，企图借助心灵控制器控制世界，被苏联、美国均视为敌人，成为第三股势力。
鲍里斯（菁英战斗兵）
- Boris（未安排演員演出）

男，《尤里的复仇》中苏联的突击队员（地位同谭雅·亚当斯），他可以使用AKM突擊步槍迅速地击毙陆上步兵、摧毁载具和利用激光呼叫米格-29对陆上建筑进行轰炸。因为穿着厚重的大衣，他无法下水。

### 红色警戒3
安纳托尼·查丹科（部长会议主席）
- Premier Anatoly Cherdenko （Tim Curry 饰）

冲劲十足的前任上校，负责了苏联时间机器计划，哥萨克人后裔，在新的时间线中成为俄羅斯总理。这位来自权势家族、野心勃勃的男子，坚信他的选择全是为了提升及保护苏联，可说是尝到权力滋味便上瘾的狂热份子。但是他多疑，诡诈，在苏联战役中后期陷害库可夫将军和新任指挥官（玩家），被新任指挥官（玩家）杀害，在盟军战役中最后想和库可夫逃往月球但火箭被摧毁（盟军战役）之后一同被盟军俘虏，在帝国战役中最后想要驾驶直升机送走时空仪器但被新任指挥官（玩家）击落。
尼可莱·库可夫（将军）
- General Nikolai Krukov （Andrew Divoff 饰）

深信自己应当成为苏联部长会议主席的冷酷职业军人，并在苏联战役中期中因查丹科制造的袭击事件而“背叛”苏联，被欧列格和新任指挥官（玩家）所消灭，在盟军战役中最后想和查丹科逃往月球但火箭被摧毁（盟军战役）之后一同被盟军俘虏。他的体格中等且没有太大的脾气，坚守无瑕的军事风格。
有人猜测此库可夫是一代指挥官，但官方未回应
格雷戈尔·赛林斯基（科学家）
- Dr. Gregor Zelinsky （Peter Stormare 饰）

根据爱因斯坦理论发明时光旅行技术的聪明俄国科学家。他是个瘦小且戴眼镜的微秃男子，活在自己的思绪当中，完全不关心政治和人们。在谋杀爱因斯坦并改变时空连续之后，他深受良心的谴责，为此，他在升阳、盟军战役中都逃跑到了柏林，且在剧情后期说出了这个秘密，在升阳帝国战役中最后结局悲惨（时空机器在克里姆林宫被毁时亦被摧毁，且最后一关因与指挥官对抗失败，虽成功逃跑后来却好似被干掉了）。苏联战役中他打算告诉玩家改变历史的真相，却被查丹科总理肃清。
達夏·費朵洛維琪（情报官）
- Dasha Fedorovich （Ivana Miličević 饰）

红发坏女人，和查丹科不同，是個願意為人民效勞的軍官，似乎懂得操作卡拉希尼科夫枪。她很少露出笑容，或是表露情绪，但是在那冷酷能干的外表下，确有着满腔沸腾的热情。她表面上對總理查丹科為唯命是從，但實則討厭他。她负责传达俄军的情资与战斗计划。在苏联战役中她幫助指挥官（玩家）推翻總理查丹科。她在资料片《起义》中以苏联地下军领导人身份回归。
娜塔莎·沃尔科瓦（狙击手）
- Sniper Natasha Volkova （Gina Carano 饰）

绰号叫寂静与死亡的她，能在不被发现的情况下轻松歼灭敌人。但据目击者说好像不止一位这样的恐怖军人，谁也不知道她（或她们）的真正人数与来历。娜塔莎在游戏中是玩家能够操控扮演的角色。
歐列格·渥德尼克（指揮官）
- Commander Oleg Vodnik （Dimitri Diatchenko 饰）

因为苏联征召兵的死亡率一直都很高，所以只要在前线存活下来的人升官的机会都很大，欧列格就是一个活生生的例子。虽然他的高升方式并不传统，但是他证明他有能力领导部队。他也在资料片《起义》中以苏俄名义上的军事头子回归。
尼可萊·莫斯文（指挥官）
- Commander Nikolai Moskvin （Gene Farber 饰）

这位年轻人在红军的磁暴单位迅速窜起，凭借他那非传统与残暴的战术。现在他负责的是苏联最新的测试武器单位。有人说他的头脑有点不健全，不过没有一个敢在他面前这样说。他也在资料片《起义》中回归。
夏娜·阿肯斯雅（指挥官）
- Commander Zhana Agonskaya （Vanessa Branch 饰）

男人或女人都被招募進紅軍，而夏娜很快就在這百萬人中突圍而出。無論是她的飛行技術、領導能力、愛國精神，都是無人可比的。現在，許多俄軍的王牌飛行員都希望可以投入她的麾下。

### 红色警戒3：起义时刻
達夏·費朵洛維琪（情報官）
- Dasha Fedorovich （Ivana Miličević 饰）

運用她平民技術人員的身份，當盟軍佔領列寧格勒時，達夏逃過一劫，沒有步上其他蘇俄領導人員的後塵。之後，她立刻與其他生還者和愛國者聯繫，決心捍衛蘇聯的主權，並力圖振興。
歐列格·渥德尼克（指揮官）
- Commander Oleg Vodnik （Dimitri Diatchenko 饰）

據傳，這為老練的坦克指揮官被人設計，接受了聲稱有利可圖的晉升機會，成為蘇俄軍事頭子。畢竟，俄國在前戰中近乎滅絕，所以，俄國人民急於找個代罪羔羊。儘管他的職位不令人稱羨，歐列格仍舊保持一貫不慌不忙的態度。
尼可萊·莫斯文（指揮官）
- Commander Nikolai Moskvin （Gene Farber 饰）

列寧格勒之戰後，蘇俄陷入一片混亂，這位過去由於心理健康因素鮮少登場的魯莽年輕指揮官，終於漸露頭角。他對戰爭的狂熱完全不減，仍舊領導出於恐懼或尊敬而跟隨他的少數老練士兵奮勇作戰。
维拉·贝洛瓦（指挥官）
- Commander Vera Belova （Moran Atias 饰）

人稱「白麻雀」，這位烏克蘭自由鬥士，在戰後群龍無首的廢墟中，為蘇俄人民帶來了一些秩序與希望。她對繁榮與復仇的承諾，激勵了新一代俄國人民揭竿起義，捍衛他們的國家。

## 盟军

### 红色警戒
冈瑟·冯·埃瑟林（將軍）
- General Gunther von Esling（Arthur Roberts 饰）

男，德國人，德國陸軍將軍及盟軍最高指揮官。
尼科斯·斯塔弗罗斯（将军）
- General Nikos Stavros（Barry Kramer 饰）

男，希腊人，在盟军结局中将斯大林杀害。
阿尔伯特·爱因斯坦（科学家）
- Professor Albert Einstein（John Milford 饰）

男，利用自己发明的时间机器成功在希特勒掌权前将其抹杀，然而却导致斯大林领导下的苏联举军入侵欧洲。而另一時空的本人則在红色警戒3裡被库可夫将军一行人从未来穿越后暗杀。
谭雅·亚当斯（特别探员）
- Special Agent Tanya Adams（Lynne Litteer 饰）

女，以性情豪爽著称，以英雄身份登场，孤身潜入敌后方秘密作战。
本·卡维利（少将）
- Major General Ben Carville（Barry Corbin 饰）

### 红色警戒2
阿尔伯特·爱因斯坦（科学家）
- Professor Albert Einstein（Larry Gelman 饰）

盟军的科技核心人物，他发明了光棱技术，包括光棱塔（Prism Tower）和光棱坦克（Prism Tank），以及幻影坦克（Mirage Tank）、超时空传送仪（Chronosphere）、天气控制器（Weather Control Device）、时间机器（Time Machine）等。
麦可·杜根（美国总统）
- President Michael Dugan（Ray Wise 饰）

男，他在苏联扶植了亚历山大·洛马诺夫主席作为傀儡，但后者却对美国展开了全方位的袭击。
本·卡维利（少将）
- Major General Ben Carville（Barry Corbin 饰）

男，最初登場為一代《復仇（Retaliation）》，曾遭苏联的疯狂伊文（Crazy Ivan）暗杀于办公室。在资料片《尤里的复仇》中，因为时间机器的使用，他得以复活。
谭雅·亚当斯（特别探员）
- Special Agent Tanya Adams（Kari Wuhrer 饰）

基本同一代。在资料片《尤里的复仇》中升级成为盟军英雄单位，可以用双枪击杀步兵单位，使用C4炸弹对付载具和建筑，对尤里的心理控制免疫。
艾娃·李（情报官）
- Lieutenant Eva Lee（Athena Massey 饰）

女，美国情报与军事部门的成员，二代中登场。她只在过场动画里出现，向玩家介绍任务内容，是串起玩家与政府军队首脑的过渡人物。

### 红色警戒3
霍华德·T·阿克曼（美国总统)
- President Howard T. Ackerman（J. K. Simmons 饰）

既是坚决的反共产主义者。非常支持盟国联军所做的努力，前提是他们得与共产党作战。在爱荷华农场长大的他，靠着奖学金念完耶鲁大学。对诺曼·洛克威尔画中描绘的美国深信不疑。在盟军战役中，由于企圖使用终极武器，最终在盟军的密令下被指挥官肃清。在昇陽战役中，他被帝國植入了間諜機器人。
罗伯特·宾汉（陆军元帅）
- Field Marshall Robert Bingham（Jonathan Pryce 饰）

担任战时最高盟军指挥官。这位近代英国人，以他不随意表露情感的态度为傲。他也是通晓政治、历史以及当代战争的理性男子。他富有同情心和勇气，尽力驾驭世界舞台上发生的各种疯狂事情。
谭雅·亚当斯（特别探员）
- Special Agent Tanya Adams（Jenny McCarthy 饰）

负责执行特殊任务的美国战地探员。这位活泼、男孩似的顽皮姑娘，对盟军的所作所为坚信不疑。人虽美丽但不重视外表，她宁可把时间花在获取名声和修理恶棍上。她是三角洲部队的首位也是唯一的女性探员。她知道十五种徒手杀死人的不同方法。
伊娃·麦肯娜（情报官）
- Lieutenant Eva McKenna（Gemma Atkinson 饰）

在軍官學校之中就已經每一年都是優異生，伊娃中尉現在被委派直接服務於同盟國的最高領導集團，負責代表盟國聯軍領袖傳達任務情資的美國軍官。她對指揮官相當傾心，並給予大力支持，確保指揮鏈穩固暢通。由於在童年時期就受到蘇盟衝突之禍，現在的她完全獻身於盟軍的事業。她極富魅力，但不輕易表露內心情感。她保守且直率，熱衷於盟軍的一切作為。她是個好女孩，似乎有調皮的一面，前提是你得先讓她卸下心防。她在资料片《起义》中回歸。
华伦·富勒（指挥官）
- Commander Warren Fuller（Randy Couture 饰）

一个不会装腔作势的人。华伦在多次与俄军的对抗中存活了下来全因为他的训练、坚持与动力。曾经是俄军战俘的他，用自己的双手重获自由。他的部下知道他准备向俄军讨回公道。
吉尔利斯·普林斯（指挥官）
- Commander Giles Prince（Greg Ellis 饰）

曾经是一名杰出飞行员的他很乐意接受了行政工作，之后他的徽章一个比一个多，现在他获得了一个新称号——「冷静的战略高手」。他目前负责盟军在欧洲最好的空军基地之一。他也在资料片《起义》中以盟军外交领袖回归。
利塞特·汉莉（指挥官）
- Commander Lissette Hanley（Autumn Reeser 饰）

曾经是盟军特种单位的一名间谍，利塞特对敌军的战略有深度的了解，对盟军的最新武器也有相当的认知。她那活泼、随和的态度是从多年的经验积累下来的。
佚名（美国副总统）
- Name-unknown Vice-President（David Hasselhoff 饰）

美国副总统，在阿克曼死后成为新总统，只出现在盟军终局的真人电影。在他就职的白宫新闻发布会上，他没有对前总统阿克曼有过多的指责，更多的是在强调阿克曼是为美国人而牺牲的。他称将与苏联与升阳帝国分享资本主义和消费主义成果。

### 红色警戒3：起义时刻
鲁伯特·索恩利（歐盟總理）
- EU President Rupert Thornley（Malcolm McDowell 飾）

他是個精明的代表和生意人，他在前戰中不眠不休地奔走，以取得讓盟軍戰勝的必要資金和支援。戰爭結束後，他更卯足全力宣傳這些成功事蹟。
泰德·布萊德利（NEWS3主播）
- NEWS3 Host Ted Bradley（Jon Bradford 饰）

專攻名人及重要大事的新聞主播。
布兰达·斯诺（NEWS3记者）
- NEWS3 Reporter Brenda Snow（Holly Valance 饰）

她是位專攻名人的新聞記者。她經常守侯在紅地氈旁採訪社會名流。她同時也是其他著名人士的傳記作者。
凱麗·威弗（「未來科技」公關總監）
- FutureTech CPO Kelly Weaver（Jodi Lyn O'Keefe 飾）

作為未來科技公司的公司通訊首席，她是這首屈一指的世界私人防衛公司的發言人。基於公司研究的專利，以及與盟軍合約的高度敏感性，每次的公開談話她都十分謹慎。
伊娃·麥肯娜（情報官）
- Lieutenant Eva McKenna（Gemma Atkinson 飾）

據傳，在成功協調無數重要的戰鬥之後，中尉曾消失過很長一段時間，四個月後，她重返工作崗位，一如既往地沈着冷靜與盡心盡力，她的同事說她是盟軍通訊網絡不可或缺的一員。
吉爾利斯·普林斯（指揮官）
- Commander Giles Prince（Greg Ellis 飾）

盟軍進駐昇陽帝國之後，吉爾利斯在決策中的地位益發重要，最後成為世界舞台上直言不諱的外交領袖。然而，他的戰鬥中隊隨時保持備戰狀態，以防止盟軍的宿敵有不安份的圖謀。
道格拉斯·西爾（指揮官）
- Commander Douglas Hill（Ric Flair 飾）

前戰爭英雄，自願退休，以便專心投入下一代盟軍維和部隊的訓練工作，並協助針對戰後的昇陽帝國制定政策。雖然一些軍事權威人士稱指揮官西爾已經過氣，不過，那些在實戰中見過他的坦克部隊的人可不是這麼想。
莉迪雅·温特斯（指揮官）
- Commander Lydia Winters （Louise Griffiths 飾）

温特斯女士被視為前線中奠定盟軍勝利基礎的軌道防禦網的創造者。接獲新的職責後，她尋求直接領導盟軍部隊作戰的機會，而不像以往只從事幕後工作。

## 升阳帝国（日本）

### 红色警戒3
芳朗（天皇）
- Emperor Yoshiro （George Takei 饰）

奉行武士道的传统主义者。沉着且睿智，有点类似“黑客任务”中的莫菲斯，他相信一统世界是升阳帝国的天命。他也相信他是上天命定的皇帝，而他的命运早已注定。
达郎（皇太子）
- Crown Prince Tatsu （Ron Yuan 饰）

聪明、西化且缺乏耐心。在斯坦福念过书的他，拥有工程学位。他深信理性思考、科学方法以及近代科技是日本迈向科技及军事强权的转变动力。他下定决心要带领帝国达成称霸全球的霸业。和他父皇不同的是，他太缺乏耐心，并且务实相信“天命”将领导他们迈向胜利。若天皇代表过去，达郎则代表未来。他在资料片《起义》中回归。
富山杉（情报官）
- Intelligence Officer Suki Toyama （胡凯莉 饰）

负责代表帝国传递任务情资给指挥官的年轻军官，在富山高阶指挥部（Toyama High Command）办公，其家族侍奉天皇已有十代时间。她一派轻松且爱开玩笑，与帝国的氛围构成强烈对比。她爱慕指挥官的英勇，甚至会与他调情。
百合子Ω（超能力者）
- Psionicist Yuriko Omega （Lisa Tamashiro 配音）

看起来像个普通女高中生的她却拥有着毁灭性的力量。根据评估，她的战斗力抵得上一个连的部队，并且无法看出她在用的是何种方法或者武器，或许就像听起来那么可笑，我们相信她使用的不是常规武器而是某种超能力。
长间晋三（指挥官）
- Commander Shinzo Nagama （Bruce Asato Locke 饰）

一名很擅长战略的军事领导者，他的先人也都是帝国的顾问，而他的最终目标就是让帝国成为最强大的军事国度。晋三也是策划侵略苏联的其中一名顾问，也因此他训练了一批新世代的指挥官。其家族拥有着的长间大道场（Nagama Grand Dojos）负责培养帝国军步兵单位。而他本人也在资料片《起义》中回归。
天西贤治（指挥官）
- Commander Kenji Tenzai （Jack J. Yang 饰）

这位非常有自信的军官对于他对科技的了解和别的数不清的知识非常自豪。贤治目前负责把王子达郎开发的最新武器移到战场上进行测试。其家族经营着的天西机械（Tenzai Robotics）负责开发帝国军高科技机械武器，后在资料片《起义》中与白田船业合并重组为天使财阀（Ten-Shi Zaibatsu）。而他本人也在资料片《起义》中回归。
白田直美（指挥官）
- Commander Naomi Shirada （Lydia Look 饰）

这位正直的天才指挥官是个传奇军事家族的后代，而且她很受不了任何阻挡她的人。听说她没有一个固定的家，她还是比较喜欢住在军舰裏。其家族掌管着的白田船业（Shirada Shipworks）负责帝国军海上部队的研制，后在资料片《起义》中与天西机械合并重组为天使财阀（Ten-Shi Zaibatsu）。

### 红色警戒3：起义时刻
达郎（天皇）
- Emperor Tatsu （Ron Yuan 饰）

在他的父皇驾崩之后，帝国百姓对这唯一的皇子充满忧虑。與其絕望出擊或孤注一擲，成为天皇的达朗做了一件就连盟军也没有料到的事：他投降了，并同意与盟军合作平息战争。帝国人民对这突如其来的举动，有着正反两面的不同评价。
长间晋三（指挥官）
- Commander Shinzo Nagama （Bruce Asato Locke 饰）

天皇芳朗意外地撒手西歸，對晉三來說是個重大的打擊，晉三是天皇最信任的家臣之一。晉三返回了他在伊賀國的故居，過着隱居的生活，他相信如此可以尋得精神上的引導。也有極少數的人認為，他正密謀實踐天皇的最後遺願。
天西贤治（指挥官）
- Commander Kenji Tenzai （Jack J. Yang 饰）

帝國的戰敗，給了賢治當頭棒喝，他拒絕讓步，並加倍努力地研發新的軍事武力，力圖保衛帝國的疆土。隨著這些武器開始運轉，他的嘴角再度浮現招牌笑容，走起路來也神氣活現。
佐藤高良（指挥官）
- Commander Takara Sato （鄭智麟 饰）

在盟軍戰勝帝國後，前任火箭天使第一營的指揮官迅速竄起，成為新成立的帝國終極防衛部隊的穩健領導者。高良在突襲戰術上的經驗，讓她成為刁鑽的目標，而她也因自己成為盟軍的眼中釘而感到自豪。
百合子Ω（超能力者）
- Psionicist Yuriko Omega （Lisa Tamashiro 配音）

在盟军攻入东京后，不省人事的百合子Ω在帝国宫殿的瓦砾下被发现，并被带到了盟军在关岛丛林的达科塔战俘营监禁。然而，不久后，百合子从戒备森严的设施中成功逃脱。没人知道她在哪里，但可以肯定的是她将会在某个时间、某个地点现身，一旦她现身，数百、数千，又或者是数百万的人们将会陷入极度危险的状况当中。
野泉（超能力者）
- Psionicist Izumi （Julia Ling 饰）[2][3]

雖然沒有足夠的證據，一般相信，代號野泉的年輕女子，是東京神羅心靈研究中心秘密進行的奧米茄計劃的頭號倖存者——奧米茄計劃旨在開發人類心靈的戰鬥能力。由於東京神羅心靈研究中心已成一片廢墟，野泉的真實名字、背景和行蹤完全不明。
岛田真司（博士）
- Dr. Shinji Shimada （Vic Chao 饰）

身為惡名昭彰的奧米茄計劃的主持人，島田博士不經意地負責了一些昇陽帝國強大武器的研發計劃，例如超能波毀滅裝置。在發表了潛在超能力與人類進化的下個階段的爆炸性（儘管備受爭議）理論後，他於東京最具聲望的科學研究所取得了博士學位。